# Stellaire graminée
Stellaria graminea
Espèce
Classification phylogénétique
La Stellaire graminée ou Stellaire à feuilles de graminée (Stellaria graminea) est une plante herbacée de la famille des Caryophyllacées.

## Description

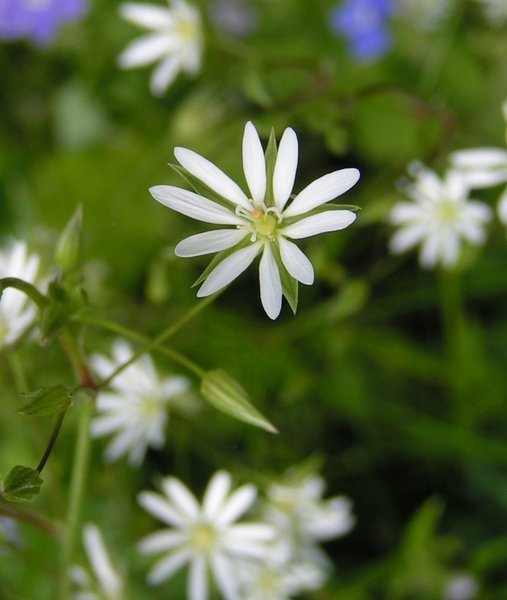
Fleur

### Appareil végétatif
C'est une plante moyenne à feuilles opposées, effilées. La tige grêle et cylindrique est d'abord étalée (la multiplication végétative se réalisant au niveau des nœuds qui s'enracinent) puis dressée. Si on pince la tige et qu'on tire, on découvre, comme chez la Stellaire intermédiaire, un axe très élastique à l'intérieur. 

### Appareil reproducteur
- Couleur dominante des fleurs : blanc
- Corolle : pétales échancrés jusqu'au point d'insertion
- Période de floraison : juillet-août
- Inflorescence : cyme bipare
- Sexualité : gynodioïque
- Ordre de maturation : protandre
- Pollinisation : entomogame

Graine
- Fruit : capsule
- Dissémination : barochore

## Habitat et répartition
- Habitat type : prairies médioeuropéennes, mésohydriques
- Aire de répartition : eurasiatique

Données d'après : Julve, Ph., 1998 ff. - Baseflor. Index botanique, écologique et chorologique de la flore de France. Version : 23 avril 2004.